# Eleição federal na Alemanha Ocidental em 1965
As eleições federais na Alemanha Ocidental foram realizadas a 19 de Setembro de 1965 e, serviram para eleger os 518 deputados para o Bundestag.
Os resultados deram nova vitória aos partidos de centro-direita, União Democrata-Cristã e União Social-Cristã, conquistando 47,6% dos votos e 251 deputados. Os democratas-cristãos, liderados pelo novo chanceler Ludwig Erhard, conseguiram manter a sua base de apoio e impedir uma mudança de governo.
O Partido Social-Democrata, liderado pelo popular Willy Brandt, continuou com a sua trajectória eleitoral ascendente, conquistando 39,3% dos votos e 217 deputados. Apesar deste crescimento, os social-democratas não conseguiram o objectivo de formar governo pela primeira vez após a formação da RFA.
O Partido Democrático Liberal, caiu eleitoralmente, perdendo 17 deputados, muito devido à bipolarização em torno de CDU/CSU e SPD e, por fim, destacar os 2% conquistados pela extrema-direita do Partido Nacional Democrático da Alemanha.
Após as eleições, Erhard continuou como chanceler, liderando o governo de coligação entre CDU/CSU e FDP, mas, em 1966, o FDP saiu do governo e Erhard demitiu-se. Neste cenário, democratas-cristãos e social-democratas, chegaram a um acordo histórico, formando um governo de "Grande Coligação", com Kurt Georg Kiesinger como chanceler e Willy Brandt como ministro dos negócios estrangeiros.

## Resultados Oficiais

### Método Proporcional (Lista)
| Partido                     | Partido                      | Partido                      | Lista de Partido | Lista de Partido | Lista de Partido | Lista de Partido | Lista de Partido |
| Partido                     | Partido                      | Partido                      | Votos            | %                | +/-              | Deputados        | +/-              |
| --------------------------- | ---------------------------- | ---------------------------- | ---------------- | ---------------- | ---------------- | ---------------- | ---------------- |
|                             |                              | União Democrata-Cristã       | 12 387 562       | 37,97 / 100,00   | 2,11             | 84 / 270         | 3                |
|                             | União Social-Cristã          | 3 136 506                    | 9,62 / 100,00    | 0,07             | 13 / 270         | 5                |                  |
| CDU/CSU                     | CDU/CSU                      | 15 524 068                   | 47,59 / 100,00   | 2,28             | 97 / 270         | 2                |                  |
|                             | Partido Social-Democrata     | Partido Social-Democrata     | 12 813 186       | 39,28 / 100,00   | 3,06             | 123 / 270        | 11               |
|                             | Partido Democrático Liberal  | Partido Democrático Liberal  | 3 096 739        | 9,49 / 100,00    | 3,28             | 50 / 270         | 17               |
| Barreira Eleitoral de 5,00% |                              |                              |                  |                  |                  |                  |                  |
|                             | Partido Nacional Democrático | Partido Nacional Democrático | 664 193          | 2,04 / 100,00    | Novo             | 0 / 270          | Novo             |
|                             | União Alemã pela Paz         | União Alemã pela Paz         | 434 182          | 1,33 / 100,00    | 0,60             | 0 / 270          | Estável          |
|                             | Outros                       | Outros                       | 88 074           | 0,27 / 100,00    |                  | 0 / 270          |                  |
| Votos Inválidos             | Votos Inválidos              | Votos Inválidos              | 795 765          |                  |                  |                  |                  |
| Total                       | Total                        | Total                        | 33 416 207       | 100,00 / 100,00  |                  | 270 / 270        | 4                |
| Eleitorado/Participação     | Eleitorado/Participação      | Eleitorado/Participação      | 38 510 395       | 86,77 / 100,00   | 0,97             |                  |                  |
| Fonte                       | Fonte                        | Fonte                        | [ 4 ]            | [ 4 ]            | [ 4 ]            | [ 4 ]            | [ 4 ]            |

### Método Uninominal (Distrito)
| Partido                 | Partido                      | Partido                      | Votos          | %               | +/-       | Deputados | +/-     |
| ----------------------- | ---------------------------- | ---------------------------- | -------------- | --------------- | --------- | --------- | ------- |
|                         |                              | União Democrata-Cristã       | 12 631 319     | 38,94 / 100,00  | 2,62      | 118 / 248 | 4       |
|                         | União Social-Cristã          | 3 204 648                    | 9,88 / 100,00  | 0,18            | 36 / 248  | 6         |         |
| CDU/CSU                 | CDU/CSU                      | 15 835 967                   | 48,82 / 100,00 | 2,80            | 154 / 248 | 2         |         |
|                         | Partido Social-Democrata     | Partido Social-Democrata     | 12 998 474     | 40,07 / 100,00  | 3,60      | 94 / 248  | 3       |
|                         | Partido Democrático Liberal  | Partido Democrático Liberal  | 2 562 294      | 7,90 / 100,00   | 4,18      | 0 / 248   | Estável |
|                         | Partido Nacional Democrático | Partido Nacional Democrático | 587 216        | 1,81 / 100,00   | Novo      | 0 / 248   | Novo    |
|                         | União Alemã pela Paz         | União Alemã pela Paz         | 386 900        | 1,19 / 100,00   | 0,65      | 0 / 248   | Estável |
|                         | Outros                       | Outros                       | 66 198         | 0,20 / 100,00   |           | 0 / 248   |         |
| Votos Inválidos         | Votos Inválidos              | Votos Inválidos              | 979 158        |                 |           |           |         |
| Total                   | Total                        | Total                        | 33 416 207     | 100,00 / 100,00 |           | 248 / 248 | 1       |
| Eleitorado/Participação | Eleitorado/Participação      | Eleitorado/Participação      | 38 510 395     | 86,77 / 100,00  | 0,97      |           |         |
| Fonte                   | Fonte                        | Fonte                        | [ 4 ]          | [ 4 ]           | [ 4 ]     | [ 4 ]     | [ 4 ]   |

### Total de Deputados
| Partido                 | Partido                      | Partido                      | Distrito Eleitoral | Distrito Eleitoral | Lista de Partido | Lista de Partido | Total     | Total   |
| Partido                 | Partido                      | Partido                      | Deputados          | +/-                | Deputados        | +/-              | Deputados | +/-     |
| ----------------------- | ---------------------------- | ---------------------------- | ------------------ | ------------------ | ---------------- | ---------------- | --------- | ------- |
|                         |                              | União Democrata-Cristã       | 118 / 248          | 4                  | 84 / 270         | 3                | 202 / 518 | 1       |
|                         | União Social-Cristã          | 36 / 248                     | 6                  | 13 / 270           | 5                | 49 / 518         | 1         |         |
| CDU/CSU                 | CDU/CSU                      | 154 / 248                    | 2                  | 97 / 270           | 2                | 251 / 518        | Estável   |         |
|                         | Partido Social-Democrata     | Partido Social-Democrata     | 94 / 248           | 3                  | 123 / 270        | 11               | 217 / 518 | 14      |
|                         | Partido Democrático Liberal  | Partido Democrático Liberal  | 0 / 248            | Estável            | 50 / 270         | 17               | 50 / 518  | 17      |
|                         | Partido Nacional Democrático | Partido Nacional Democrático | 0 / 248            | Novo               | 0 / 270          | Novo             | 0 / 518   | Novo    |
|                         | União Alemã pela Paz         | União Alemã pela Paz         | 0 / 248            | Estável            | 0 / 270          | Estável          | 0 / 518   | Estável |
|                         | Outros                       | Outros                       | 0 / 248            |                    | 0 / 270          |                  | 0 / 518   |         |
| Votos Inválidos         |                              |                              |                    |                    |                  |                  |           |         |
| Total                   | Total                        | Total                        | 248 / 248          | 1                  | 270 / 270        | 4                | 518 / 518 | 3       |
| Eleitorado/Participação |                              |                              |                    |                    |                  |                  |           |         |
| Fonte                   | Fonte                        | Fonte                        | [ 4 ]              | [ 4 ]              | [ 4 ]            | [ 4 ]            | [ 4 ]     | [ 4 ]   |

## Resultados por Estado Federal
A tabela de resultados apresentada refere-se aos votos obtidos na lista de partido e, apenas, refere-se a partidos com mais de 1,0% dos votos:
| Estado                     | %       | D       | %    | D   | %    | D   | %   | D   | %   | D   | Votantes   |
| Estado                     | CDU CSU | CDU CSU | SPD  | SPD | FDP  | FDP | NPD | NPD | DFU | DFU | Votantes   |
| -------------------------- | ------- | ------- | ---- | --- | ---- | --- | --- | --- | --- | --- | ---------- |
| Baden-Württemberg          | 49,9    | 35      | 33,0 | 23  | 13,1 | 10  | 2,2 | -   | 1,6 | -   | 4 598 715  |
| Baixa Saxônia              | 45,8    | 29      | 39,8 | 26  | 10,9 | 7   | 2,5 | -   | 0,8 | -   | 4 145 849  |
| Baviera                    | 55,6    | 49      | 33,1 | 30  | 7,3  | 7   | 2,7 | -   | 1,1 | -   | 5 803 004  |
| Berlim Ocidental (Nota)    | 28,8    | 6       | 61,9 | 15  | 7,9  | 1   | -   | -   | -   | -   | 1 572 027  |
| Bremen                     | 34,0    | 2       | 48,5 | 3   | 11,7 | -   | 2,7 | -   | 2,7 | -   | 452 799    |
| Hamburgo                   | 37,6    | 7       | 48,3 | 9   | 9,4  | 1   | 1,8 | -   | 2,7 | -   | 1 202 934  |
| Hesse                      | 37,8    | 18      | 45,7 | 21  | 12,0 | 6   | 2,5 | -   | 1,8 | -   | 3 073 037  |
| Renânia do Norte-Vestfália | 47,1    | 74      | 42,6 | 66  | 7,6  | 13  | 1,1 | -   | 1,3 | -   | 9 920 068  |
| Renânia-Palatinado         | 49,3    | 16      | 36,7 | 12  | 10,2 | 3   | 2,5 | -   | 1,2 | -   | 2 114 311  |
| Sarre                      | 46,8    | 4       | 39,8 | 4   | 8,6  | -   | 1,8 | -   | 1,5 | -   | 656 496    |
| Schleswig-Holstein         | 48,2    | 11      | 38,8 | 8   | 9,4  | 2   | 2,4 | -   | 1,0 | -   | 1 448 994  |
| Alemanha Ocidental         | 47,6    | 251     | 39,3 | 217 | 9,5  | 50  | 2,0 | -   | 1,3 | -   | 33 416 207 |

Nota: Berlim Ocidental, oficialmente, não integrava a Alemanha Ocidental e, como tal, os seus deputados eram eleitos conformes os resultados das eleições regionais que correspondiam ao período das eleições federais alemãs.

### Baden-Württemberg
| Partido                 | Partido                      | Distrito Eleitoral | Distrito Eleitoral | Distrito Eleitoral | Lista de Partido | Lista de Partido | Lista de Partido | Deputados | +/-     |
| Partido                 | Partido                      | Votos              | %                  | +/-                | Votos            | %                | +/-              | Deputados | +/-     |
| ----------------------- | ---------------------------- | ------------------ | ------------------ | ------------------ | ---------------- | ---------------- | ---------------- | --------- | ------- |
|                         | União Democrata-Cristã       | 2 256 883          | 50,9 / 100,0       | 5,1                | 2 219 808        | 49,9 / 100,0     | 4,6              | 35 / 68   | 3       |
|                         | Partido Social-Democrata     | 1 505 607          | 33,9 / 100,0       | 1,5                | 1 470 040        | 33,0 / 100,0     | 0,9              | 23 / 68   | 1       |
|                         | Partido Democrático Liberal  | 515 025            | 11,6 / 100,0       | 4,7                | 582 913          | 13,1 / 100,0     | 3,5              | 10 / 68   | 2       |
|                         | Partido Nacional Democrático | 85 820             | 1,9 / 100,0        | Novo               | 97 787           | 2,2 / 100,0      | Novo             | 0 / 68    | Novo    |
|                         | União Alemã pela Paz         | 62 540             | 1,4 / 100,0        | 0,7                | 70 209           | 1,6 / 100,0      | 0,7              | 0 / 68    | Estável |
|                         | Outros                       | 12 005             | 0,3 / 100,0        |                    | 11 470           | 0,3 / 100,0      |                  | 0 / 68    |         |
| Votos Inválidos         | Votos Inválidos              | 160 835            | 3,5 / 100,0        | 0,2                | 146 488          | 3,2 / 100,0      | 2,0              |           |         |
| Total                   | Total                        | 4 598 715          | 100,0 / 100,0      |                    | 4 598 715        | 100,0 / 100,0    |                  | 68 / 68   | 2       |
| Eleitorado/Participação | Eleitorado/Participação      | 5 425 126          | 84,8 / 100,0       | Estável            | 5 425 126        | 84,8 / 100,0     | Estável          |           |         |

### Baixa Saxônia
| Partido                 | Partido                      | Distrito Eleitoral | Distrito Eleitoral | Distrito Eleitoral | Lista de Partido | Lista de Partido | Lista de Partido | Deputados | +/-  |
| Partido                 | Partido                      | Votos              | %                  | +/-                | Votos            | %                | +/-              | Deputados | +/-  |
| ----------------------- | ---------------------------- | ------------------ | ------------------ | ------------------ | ---------------- | ---------------- | ---------------- | --------- | ---- |
|                         | União Democrata-Cristã       | 1 919 789          | 47,6 / 100,0       | 7,5                | 1 855 124        | 45,8 / 100,0     | 6,8              | 29 / 62   | 3    |
|                         | Partido Social-Democrata     | 1 633 758          | 40,5 / 100,0       | 1,6                | 1 614 540        | 39,8 / 100,0     | 1,1              | 26 / 62   | 1    |
|                         | Partido Democrático Liberal  | 360 034            | 8,9 / 100,0        | 3,0                | 440 860          | 10,9 / 100,0     | 2,3              | 7 / 62    | 2    |
|                         | Partido Nacional Democrático | 89 798             | 2,2 / 100,0        | Novo               | 102 470          | 2,5 / 100,0      | Novo             | 0 / 62    | Novo |
|                         | Outros                       | 32 860             | 0,8 / 100,0        |                    | 39 747           | 1,0 / 100,0      |                  | 0 / 62    |      |
| Votos Inválidos         | Votos Inválidos              | 109 610            | 2,6 / 100,0        | 0,6                | 93 108           | 2,2 / 100,0      | 1,2              |           |      |
| Total                   | Total                        | 4 145 849          | 100,0 / 100,0      |                    | 4 145 849        | 100,0 / 100,0    |                  | 62 / 62   | 2    |
| Eleitorado/Participação | Eleitorado/Participação      | 4 748 325          | 87,3 / 100,0       | 1,2                | 4 748 325        | 87,3 / 100,0     | 1,2              |           |      |

### Baviera
| Partido                 | Partido                      | Distrito Eleitoral | Distrito Eleitoral | Distrito Eleitoral | Lista de Partido | Lista de Partido | Lista de Partido | Deputados | +/-     |
| Partido                 | Partido                      | Votos              | %                  | +/-                | Votos            | %                | +/-              | Deputados | +/-     |
| ----------------------- | ---------------------------- | ------------------ | ------------------ | ------------------ | ---------------- | ---------------- | ---------------- | --------- | ------- |
|                         | União Social-Cristã          | 3 204 648          | 56,8 / 100,0       | 1,1                | 3 136 506        | 55,6 / 100,0     | 0,7              | 49 / 86   | 1       |
|                         | Partido Social-Democrata     | 1 913 778          | 33,9 / 100,0       | 3,6                | 1 869 467        | 33,1 / 100,0     | 3,0              | 30 / 86   | 2       |
|                         | Partido Democrático Liberal  | 320 121            | 5,7 / 100,0        | 2,4                | 413 744          | 7,3 / 100,0      | 1,4              | 7 / 86    | 1       |
|                         | Partido Nacional Democrático | 135 383            | 2,4 / 100,0        | Novo               | 149 975          | 2,7 / 100,0      | Novo             | 0 / 86    | Novo    |
|                         | União Alemã pela Paz         | 53 478             | 0,9 / 100,0        | 0,6                | 60 561           | 1,1 / 100,0      | 0,5              | 0 / 86    | Estável |
|                         | Outros                       | 10 920             | 0,2 / 100,0        |                    | 11 238           | 0,2 / 100,0      |                  | 0 / 86    |         |
| Votos Inválidos         | Votos Inválidos              | 164 676            | 2,8 / 100,0        | 0,4                | 161 513          | 2,8 / 100,0      | 1,2              |           |         |
| Total                   | Total                        | 5 803 004          | 100,0 / 100,0      |                    | 5 803 004        | 100,0 / 100,0    |                  | 86 / 86   |         |
| Eleitorado/Participação | Eleitorado/Participação      | 6 752 276          | 85,9 / 100,0       | 1,3                | 6 752 276        | 85,9 / 100,0     | 1,3              |           |         |

### Berlim Ocidental
| Partido                 | Partido                                  | Votos     | %             | +/- | Deputados | +/-     |
| ----------------------- | ---------------------------------------- | --------- | ------------- | --- | --------- | ------- |
|                         | Partido Social-Democrata                 | 962 197   | 61,9 / 100,0  | 9,3 | 15 / 22   | 2       |
|                         | União Democrata-Cristã                   | 448 459   | 28,8 / 100,0  | 8,9 | 6 / 22    | 3       |
|                         | Partido Democrático Liberal              | 123 382   | 7,9 / 100,0   | 4,1 | 1 / 22    | 1       |
|                         | Partido Socialista Unificado da Alemanha | 20 929    | 1,4 / 100,0   | 0,5 | 0 / 22    | Estável |
| Votos Inválidos         | Votos Inválidos                          | 17 060    | 1,1 / 100,0   | 0,1 |           |         |
| Total                   | Total                                    | 1 572 027 | 100,0 / 100,0 |     | 22 / 22   |         |
| Eleitorado/Participação | Eleitorado/Participação                  | 1 748 588 | 89,9 / 100,0  | 3,0 |           |         |

### Bremen
| Partido                 | Partido                      | Distrito Eleitoral | Distrito Eleitoral | Distrito Eleitoral | Lista de Partido | Lista de Partido | Lista de Partido | Deputados | +/-     |
| Partido                 | Partido                      | Votos              | %                  | +/-                | Votos            | %                | +/-              | Deputados | +/-     |
| ----------------------- | ---------------------------- | ------------------ | ------------------ | ------------------ | ---------------- | ---------------- | ---------------- | --------- | ------- |
|                         | Partido Social-Democrata     | 218 628            | 49,6 / 100,0       | 0,5                | 215 487          | 48,5 / 100,0     | 1,2              | 3 / 5     | Estável |
|                         | União Democrata-Cristã       | 153 888            | 34,9 / 100,0       | 7,3                | 150 889          | 34,0 / 100,0     | 7,0              | 2 / 5     | 1       |
|                         | Partido Democrático Liberal  | 45 992             | 10,4 / 100,0       | 4,2                | 51 894           | 11,7 / 100,0     | 3,5              | 0 / 5     | 1       |
|                         | Partido Nacional Democrático | 11 147             | 2,5 / 100,0        | Novo               | 12 118           | 2,7 / 100,0      | Novo             | 0 / 5     | Novo    |
|                         | União Alemã pela Paz         | 10 851             | 2,5 / 100,0        | 0,3                | 12 115           | 2,7 / 100,0      | 0,3              | 0 / 5     | Estável |
|                         | Outros                       | 613                | 0,1 / 100,0        |                    | 1 714            | 0,4 / 100,0      |                  | 0 / 5     |         |
| Votos Inválidos         | Votos Inválidos              | 11 680             | 2,6 / 100,0        | 0,7                | 8 582            | 1,9 / 100,0      | 2,5              |           |         |
| Total                   | Total                        | 452 799            | 100,0 / 100,0      |                    | 452 799          | 100,0 / 100,0    |                  | 5 / 5     |         |
| Eleitorado/Participação | Eleitorado/Participação      | 525 730            | 86,1 / 100,0       | 2,1                | 525 730          | 86,1 / 100,0     | 2,1              |           |         |

### Hamburgo
| Partido                 | Partido                      | Distrito Eleitoral | Distrito Eleitoral | Distrito Eleitoral | Lista de Partido | Lista de Partido | Lista de Partido | Deputados | +/-     |
| Partido                 | Partido                      | Votos              | %                  | +/-                | Votos            | %                | +/-              | Deputados | +/-     |
| ----------------------- | ---------------------------- | ------------------ | ------------------ | ------------------ | ---------------- | ---------------- | ---------------- | --------- | ------- |
|                         | Partido Social-Democrata     | 584 560            | 49,6 / 100,0       | 2,4                | 572 859          | 48,3 / 100,0     | 1,4              | 9 / 17    | Estável |
|                         | União Democrata-Cristã       | 452 116            | 38,3 / 100,0       | 5,9                | 446 133          | 37,6 / 100,0     | 5,7              | 7 / 17    | 1       |
|                         | Partido Democrático Liberal  | 92 513             | 7,8 / 100,0        | 7,3                | 112 047          | 9,4 / 100,0      | 6,3              | 1 / 17    | 2       |
|                         | União Alemã pela Paz         | 29 022             | 2,5 / 100,0        | 1,0                | 32 051           | 2,7 / 100,0      | 0,9              | 0 / 17    | Estável |
|                         | Partido Nacional Democrático | 19 171             | 1,6 / 100,0        | Novo               | 20 938           | 1,8 / 100,0      | Novo             | 0 / 17    | Novo    |
|                         | Outros                       | 1 751              | 0,1 / 100,0        |                    | 3 051            | 0,2 / 100,0      |                  | 0 / 17    |         |
| Votos Inválidos         | Votos Inválidos              | 23 801             | 2,0 / 100,0        | 0,5                | 15 855           | 1,3 / 100,0      | 1,5              |           |         |
| Total                   | Total                        | 1 202 934          | 100,0 / 100,0      |                    | 1 202 934        | 100,0 / 100,0    |                  | 17 / 17   | 1       |
| Eleitorado/Participação | Eleitorado/Participação      | 1 392 994          | 86,4 / 100,0       | 2,2                | 1 392 994        | 86,4 / 100,0     | 2,2              |           |         |

### Hesse
| Partido                 | Partido                      | Distrito Eleitoral | Distrito Eleitoral | Distrito Eleitoral | Lista de Partido | Lista de Partido | Lista de Partido | Deputados | +/-     |
| Partido                 | Partido                      | Votos              | %                  | +/-                | Votos            | %                | +/-              | Deputados | +/-     |
| ----------------------- | ---------------------------- | ------------------ | ------------------ | ------------------ | ---------------- | ---------------- | ---------------- | --------- | ------- |
|                         | Partido Social-Democrata     | 1 395 691          | 46,9 / 100,0       | 3,7                | 1 366 010        | 45,7 / 100,0     | 2,9              | 21 / 45   | Estável |
|                         | União Democrata-Cristã       | 1 158 372          | 38,9 / 100,0       | 3,1                | 1 130 871        | 37,8 / 100,0     | 2,9              | 18 / 45   | 1       |
|                         | Partido Democrático Liberal  | 308 146            | 10,4 / 100,0       | 4,0                | 359 419          | 12,0 / 100,0     | 3,2              | 6 / 45    | 1       |
|                         | Partido Nacional Democrático | 64 808             | 2,2 / 100,0        | Novo               | 74 081           | 2,5 / 100,0      | Novo             | 0 / 45    | Novo    |
|                         | União Alemã pela Paz         | 47 142             | 1,6 / 100,0        | 0,5                | 53 316           | 1,8 / 100,0      | 0,5              | 0 / 45    | Estável |
|                         | Outros                       | 2 760              | 0,1 / 100,0        |                    | 4 755            | 0,2 / 100,0      |                  | 0 / 45    |         |
| Votos Inválidos         | Votos Inválidos              | 96 118             | 3,1 / 100,0        | 0,3                | 84 585           | 2,8 / 100,0      | 2,1              |           |         |
| Total                   | Total                        | 3 073 037          | 100,0 / 100,0      |                    | 3 073 037        | 100,0 / 100,0    |                  | 45 / 45   |         |
| Eleitorado/Participação | Eleitorado/Participação      | 3 516 041          | 87,4 / 100,0       | 1,8                | 3 516 041        | 87,4 / 100,0     | 1,8              |           |         |

### Renânia do Norte-Vestfália
| Partido                 | Partido                      | Distrito Eleitoral | Distrito Eleitoral | Distrito Eleitoral | Lista de Partido | Lista de Partido | Lista de Partido | Deputados | +/-     |
| Partido                 | Partido                      | Votos              | %                  | +/-                | Votos            | %                | +/-              | Deputados | +/-     |
| ----------------------- | ---------------------------- | ------------------ | ------------------ | ------------------ | ---------------- | ---------------- | ---------------- | --------- | ------- |
|                         | União Democrata-Cristã       | 4 655 973          | 48,2 / 100,0       | 0,1                | 4 593 281        | 47,1 / 100,0     | 0,5              | 74 / 153  | 2       |
|                         | Partido Social-Democrata     | 4 178 408          | 43,3 / 100,0       | 5,7                | 4 149 910        | 42,6 / 100,0     | 5,3              | 66 / 153  | 6       |
|                         | Partido Democrático Liberal  | 596 375            | 6,2 / 100,0        | 4,9                | 739 954          | 7,6 / 100,0      | 4,2              | 13 / 153  | 6       |
|                         | União Alemã pela Paz         | 111 823            | 1,2 / 100,0        | 0,7                | 125 202          | 1,3 / 100,0      | 0,7              | 0 / 153   | Estável |
|                         | Partido Nacional Democrático | 97 972             | 1,0 / 100,0        | Novo               | 110 299          | 1,1 / 100,0      | Novo             | 0 / 153   | Novo    |
|                         | Outros                       | 19 841             | 0,1 / 100,0        |                    | 32 586           | 0,3 / 100,0      |                  | 0 / 153   |         |
| Votos Inválidos         | Votos Inválidos              | 259 676            | 2,6 / 100,0        | 0,2                | 168 836          | 1,7 / 100,0      | 1,2              |           |         |
| Total                   | Total                        | 9 920 068          | 100,0 / 100,0      |                    | 9 920 068        | 100,0 / 100,0    |                  | 153 / 153 | 2       |
| Eleitorado/Participação | Eleitorado/Participação      | 11 322 627         | 87,6 / 100,0       | 0,8                | 11 322 627       | 87,6 / 100,0     | 0,8              |           |         |

### Renânia-Palatinado
| Partido                 | Partido                      | Distrito Eleitoral | Distrito Eleitoral | Distrito Eleitoral | Lista de Partido | Lista de Partido | Lista de Partido | Deputados | +/-     |
| Partido                 | Partido                      | Votos              | %                  | +/-                | Votos            | %                | +/-              | Deputados | +/-     |
| ----------------------- | ---------------------------- | ------------------ | ------------------ | ------------------ | ---------------- | ---------------- | ---------------- | --------- | ------- |
|                         | União Democrata-Cristã       | 1 017 950          | 50,1 / 100,0       | 0,7                | 1 013 573        | 49,3 / 100,0     | 0,4              | 16 / 31   | Estável |
|                         | Partido Social-Democrata     | 765 462            | 37,7 / 100,0       | 3,9                | 754 175          | 36,7 / 100,0     | 3,2              | 12 / 31   | 1       |
|                         | Partido Democrático Liberal  | 180 286            | 8,9 / 100,0        | 4,1                | 209 028          | 10,2 / 100,0     | 3,0              | 3 / 31    | 1       |
|                         | Partido Nacional Democrático | 44 512             | 2,2 / 100,0        | Novo               | 51 237           | 2,5 / 100,0      | Novo             | 0 / 31    | Novo    |
|                         | União Alemã pela Paz         | 21 965             | 1,1 / 100,0        | 0,3                | 25 081           | 1,2 / 100,0      | 0,3              | 0 / 31    | Estável |
|                         | Outros                       | 1 594              | 0,1 / 100,0        |                    | 2 636            | 0,1 / 100,0      |                  | 0 / 31    |         |
| Votos Inválidos         | Votos Inválidos              | 82 542             | 3,9 / 100,0        | 0,5                | 58 581           | 2,8 / 100,0      | 2,0              |           |         |
| Total                   | Total                        | 2 114 311          | 100,0 / 100,0      |                    | 2 114 311        | 100,0 / 100,0    |                  | 31 / 31   |         |
| Eleitorado/Participação | Eleitorado/Participação      | 2 403 771          | 88,0 / 100,0       | 0,2                | 2 403 771        | 88,0 / 100,0     | 0,2              |           |         |

### Sarre
| Partido                 | Partido                      | Distrito Eleitoral | Distrito Eleitoral | Distrito Eleitoral | Lista de Partido | Lista de Partido | Lista de Partido | Deputados | +/-     |
| Partido                 | Partido                      | Votos              | %                  | +/-                | Votos            | %                | +/-              | Deputados | +/-     |
| ----------------------- | ---------------------------- | ------------------ | ------------------ | ------------------ | ---------------- | ---------------- | ---------------- | --------- | ------- |
|                         | União Democrata-Cristã       | 301 290            | 48,0 / 100,0       | 1,3                | 295 257          | 46,8 / 100,0     | 2,2              | 4 / 8     | 1       |
|                         | Partido Social-Democrata     | 250 815            | 40,0 / 100,0       | 6,4                | 250 797          | 39,8 / 100,0     | 6,3              | 4 / 8     | 1       |
|                         | Partido Democrático Liberal  | 46 566             | 7,4 / 100,0        | 5,2                | 54 119           | 8,6 / 100,0      | 4,3              | 0 / 8     | 1       |
|                         | Partido Nacional Democrático | 10 434             | 1,7 / 100,0        | Novo               | 11 224           | 1,8 / 100,0      | Novo             | 0 / 8     | Novo    |
|                         | União Alemã pela Paz         | 8 974              | 1,4 / 100,0        | 1,7                | 9 491            | 1,5 / 100,0      | 1,8              | 0 / 8     | Estável |
|                         | Partido Popular Cristão      | 8 737              | 1,4 / 100,0        | Novo               | 9 002            | 1,4 / 100,0      | Novo             | 0 / 8     | Novo    |
|                         | Outros                       | 518                | 0,1 / 100,0        |                    | 641              | 0,1 / 100,0      |                  | 0 / 8     |         |
| Votos Inválidos         | Votos Inválidos              | 29 162             | 4,4 / 100,0        | 1,2                | 25 965           | 4,0 / 100,0      | 3,5              |           |         |
| Total                   | Total                        | 656 496            | 100,0 / 100,0      |                    | 656 496          | 100,0 / 100,0    |                  | 8 / 8     | 1       |
| Eleitorado/Participação | Eleitorado/Participação      | 736 239            | 89,2 / 100,0       | 1,5                | 736 239          | 89,2 / 100,0     | 1,5              |           |         |

### Schleswig-Holstein
| Partido                 | Partido                      | Distrito Eleitoral | Distrito Eleitoral | Distrito Eleitoral | Lista de Partido | Lista de Partido | Lista de Partido | Deputados | +/-     |
| Partido                 | Partido                      | Votos              | %                  | +/-                | Votos            | %                | +/-              | Deputados | +/-     |
| ----------------------- | ---------------------------- | ------------------ | ------------------ | ------------------ | ---------------- | ---------------- | ---------------- | --------- | ------- |
|                         | União Democrata-Cristã       | 715 058            | 50,8 / 100,0       | 7,5                | 682 626          | 48,2 / 100,0     | 6,4              | 11 / 21   | 2       |
|                         | Partido Social-Democrata     | 551 767            | 39,2 / 100,0       | 2,7                | 549 901          | 38,8 / 100,0     | 2,4              | 8 / 21    | Estável |
|                         | Partido Democrático Liberal  | 97 236             | 6,9 / 100,0        | 5,6                | 132 761          | 9,4 / 100,0      | 3,4              | 2 / 21    | 1       |
|                         | Partido Nacional Democrático | 28 171             | 2,0 / 100,0        | Novo               | 34 064           | 2,4 / 100,0      | Novo             | 0 / 21    | Novo    |
|                         | União Alemã pela Paz         | 12 894             | 0,9 / 100,0        | 0,3                | 14 503           | 1,0 / 100,0      | 0,3              | 0 / 21    | Estável |
|                         | Outros                       | 2 810              | 0,2 / 100,0        |                    | 2 887            | 0,2 / 100,0      |                  | 0 / 21    |         |
| Votos Inválidos         | Votos Inválidos              | 41 058             | 2,8 / 100,0        | 0,5                | 32 252           | 2,2 / 100,0      | 2,6              |           |         |
| Total                   | Total                        | 1 448 994          | 100,0 / 100,0      |                    | 1 448 994        | 100,0 / 100,0    |                  | 21 / 21   | 3       |
| Eleitorado/Participação | Eleitorado/Participação      | 1 687 266          | 85,9 / 100,0       | 2,1                | 1 687 266        | 85,9 / 100,0     | 2,1              |           |         |